# Патријаршијски двор у Сремским Карловцима
Патријаршијски двор у Сремским Карловцима је двор (боравиште) владике сремског, а до 1930. године и патријарха српског. У непосредној је близини епархијске Саборне цркве.
Патријаршијски двор једна је од највелелепнијих грађевина у Сремским Карловцима, а такође је један од најлепших примера владичанских дворова у српству.
Патријаршијски двор у Сремским Карловцима је Споменик културе од изузетног значаја.

## Историјат
Зграда Патријаршијског двора је саграђена између 1892. и 1895. године по пројекту нашег архитекте Владимира Николића, на месту где се некада налазио „Пашин конак“. „Пашин конак“ је био прво седиште поглавара српске цркве након пребацивања архиепископије из Пећи у Сремске Карловце. Митрополит Стефан Стратимировић је 1817. године основао задужбину за прикупљање средстава за изградњу двора, а који је изграђен за време митрополита Георгија Бранковића. Изградња двора „у стилу италијанских палата“ поверена је предузимачима Пекло Бели и Карлу Лереру. Дворску капелу је осликао Урош Предић.
По уједињењу Српске православне цркве 1920. патријаршијско средиште се званично пресељава у Београд, где се зида нови двор. Због зидања новог двора, српски патријарх све до 1930. године борави двору у Карловцима. После тога, патријаршијски двор у Сремским Карловцима постаје седиште владике сремског, чије је звање васпостављено после више од два века.
У току Другог светског рата, када је цео Срем био у оквиру злогласне НДХ, задње Патријаршијског двора није теже страдало, али је било похарано и из њега су однете многе драгоцености у Загреб (намештај, други предмети). Значајан део ових драгоцености никада није враћен.

## Архитектура
Патријаршијски двор у Сремским Карловцима спада у највелелепније грађевине у целој Србији.
Основа двора је у облику ћириличног слова Ш, а на средишњем крилу се налази улаз са колским прилазом. Изнад улаза, на спрату се налази дворска капела, која је покривена полулоптастом куполом са лантерном на врху. Главна фасада има истурене бочне ризалите наглашене у висини првог спрата ступцима-пиластрима који се у висини атике завршавају троугаоним тимпанонима, а средишњи ризалит је наглашен са три прозора који су већи од осталих, терасом и улазом испред кога је степениште са бочно постављеним каменим скулптурама два лава. На истој фасади је низ са седамнаест прозорских отвора са полукружним завршецима. Прозорски отвори главној фасади дају ритам и уједначеност, а плитки пиластри са јонским конзолама и балустрада испод прозорске масе, овој фасади дају ведрину. На централном ризалиту је наглашен кров на чијем је врху осматрачница.
Око двора је веома лепо обликована и одржавана башта. Зграда са двориштем је ограђена високом оградом, комбинованом зидом и решеткама од кованог гвожђа.

## Значај
Патријаршијски двор је не само управно седиште епархије Српске православне цркве, него се у њеном делу налази и Ризница. Ризница је отворена за јавност и у њој је се налази стална поставка. Неки од предмета у поставци донесени су из разорених и угрожених цркава у Босни и Хрватској. У седам одаја смештене су драгоцености, уметнички материјал, иконе, портрети, различити предмети примењене уметности и библиотека ретких и вредних рукописа и старе штампане књиге. 13 портрета епископа и митрополита који су владали Карловачком патријаршијом, смештено је у највећој одаји Ризнице. Рестаурирани остаци иконостаса из у Другом светском рату оскрнављених манастира Старо и Ново Хопово, такође се налазе у Ризници. Најстарија књига у Ризници је „Цветник“, написан у 15. веку. „Цветник“ је био врста уџбеника за младе монахе. Златом ткани фелон (огртач) у којем је хиротонисан Свети Петар Цетињски, престони крстови, златни и сребрни путири, као и композиција „Поворка светих Срба“, чувеног иконописца Мојсија Суботића, део су ове Ризнице.
Данас је зграда стално пребивалиште владике сремског и летње пребивалиште српског патријарха и, истовремено, музеј Српске православне цркве. Зграда и парк се беспрекорно одржавају. Двор је споменик културе од изузетног значаја.

## Галерија
- Патријаршијски двор у Сремским Карловцима
- Дворска башта
- Христос као Велики Архијереј, 16. век
- Једна од највреднијих икона у Ризници
- Музеј Српске православне цркве
- Пећ од Жолнаи керамике
- Једна од просторија у Ризници - музеју Српске православне цркве
- Патријаршијски двор у Сремским Карловцима
- Патријаршијски двор у Сремским Карловцима